# Acomopterella
Acomopterella is een muggengeslacht uit de familie van de paddenstoelmuggen (Mycetophilidae). De wetenschappelijke naam van het geslacht is voor het eerst geldig gepubliceerd in 1989 door Zaitzev.

## Soorten
De volgende soorten zijn bij het geslacht ingedeeld:
- Acomopterella fallax (Sherman, 1921)
  - = Tetragoneura fallax Sherman, 1921
  - = Acomopterella arnaudi Zaitzev, 1989
- Acomopterella martinovskyi Sevcik & Chandler, 2008
- Acomopterella yoshiwae Kallweit, 2013